# Carl Spaatz

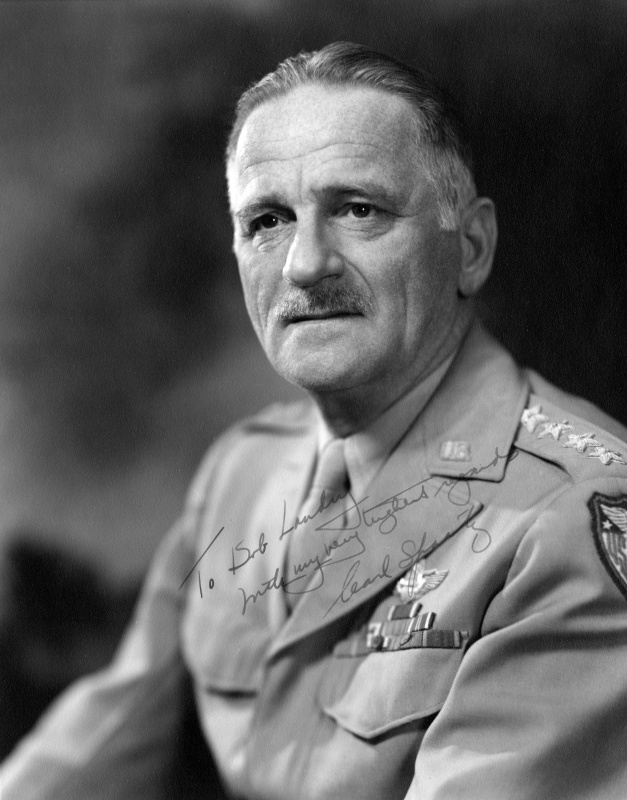
Carl Spaatz

Carl Andrew "Tooey" Spaatz (28 de junho de 1891 em Boyertown, Condado de Berks, Pensilvânia - falecido em 14 de julho de 1974 em Washington, Distrito de Columbia) foi um general de 4 estrelas da Força Aérea dos EUA e foi o primeiro de 1947 a 1948 chefe de gabinete.

## Carreira
Durante a Segunda Guerra Mundial, ele serviu como comandante supremo na invasão aliada da Itália, na invasão da Normandia e na Guerra do Pacífico, e no bombardeio de instalações militares e industriais alemãs. Ele deu as ordens operacionais para o bombardeio atômico de Hiroshima e Nagasaki. Ele é o único general que esteve presente na assinatura da rendição da Wehrmacht em Reims e Berlim e na rendição do exército italiano, bem como na assinatura da rendição do Japão no USS Missouri na Baía de Tóquio.

## Segunda Guerra Mundial

### O foco está na guerra aérea
Durante a Segunda Guerra Mundial, ele serviu na equipe do major-general Henry H. Arnold na Europa. Primeiro, ele foi enviado para a Inglaterra em novembro de 1939 como observador do Corpo de Aviação do Exército, agora com o posto temporário de coronel. A partir de maio de 1942, ele foi comandante da 8ª Força Aérea e, portanto, chefe de operações da Força Aérea dos Estados Unidos no teatro de guerra europeu. Consistia em grande parte em bombardeiros Boeing B-17 de longo alcance, o Flying Fortress, dos quais mais de 12 000 foram construídos durante a guerra. Em dezembro de 1942, tornou-se comandante da 12ª Força Aéreano norte da África e em fevereiro de 1943 comandante de todas as frotas aéreas aliadas no norte da África ( Forças Aéreas do Noroeste Africano ). Mais tarde, ele se tornou vice-comandante-em-chefe do Comando Aéreo do Mediterrâneo sob o comando de Arthur Tedder. Em janeiro de 1944, assumiu o comando das Forças Aéreas Estratégicas dos Estados Unidos na Europa, com o tenente-general Jimmy Doolittle no comando da 8ª Força Aérea (baseada na Inglaterra) e o tenente-general Nathan F. Twining da 15ª Força Aérea. (com sede na Itália). Ele era você. responsável pelos bombardeiros de longo alcance usados como parte da Ofensiva Combinada de Bombardeiros para interromper e, se possível, destruir suprimentos alemães e produção de guerra. A partir de julho de 1945, comandou as Forças Aéreas Estratégicas dos Estados Unidos no Pacífico a partir de Guam com o posto de General, o bombardeio estratégico do Japão que culminou no bombardeio atômico de Hiroshima e Nagasaki.

### Comentários de suas decisões
Suas decisões estratégicas não foram incontroversas. Contra as objeções britânicas, ele insistiu em ataques diurnos da frota de bombardeiros americanos contra os alvos alemães, também ao preço de maiores perdas próprias, a fim de poder concentrar os ataques mais de perto com a Royal Air Force. Ao contrário da ordem geral oficial de atacar as linhas de abastecimento alemãs em particular, ele insistiu em atacar diretamente a produção de petróleo alemã e mandou bombardear os campos de petróleo romenos e as instalações de hidrogenação alemãs.

Ele apoiou totalmente os objetivos dos lançamentos das duas bombas atômicas.